# Henning Rodhe
Knut Henning Rodhe, född 15 februari 1941 i Uppsala domkyrkoförsamling, Uppsala län, är en svensk meteorolog och atmosfärkemist. Han är son till Knut Rodhe.
Rodhe blev filosofie kandidat vid Lunds universitet 1964, filosofie licentiat vid Stockholms universitet 1969, filosofie doktor där 1972 och docent där samma år. Han var biträdande lärare vid Lunds universitet 1964–1965, forskningsassistent vid Stockholms universitet 1965–1969, universitetslektor där 1969–1972, vid University of Nairobi i Kenya 1972–1975, forskare vid Stockholms universitet 1975–1979 och blev professor i kemisk meteorologi där 1980. Han blev föreståndare för Internationella meteorologiska institutet i Stockholm 1991.
Rodhe har varit redaktör för tidskriften Tellus och president i internationella kommissionen för atmosfärkemi. Han invaldes som ledamot av Kungliga Vetenskapsakademien 1989 och tilldelades Rossbypriset 2010. År 2015 fick han Volvo Environmental Prize.
Han var gift med sjukgymnasten Karin Belfrage (1943–2023), dotter till Sven Belfrage och Maj Heijbel.